# ハヤテのごとく!
『ハヤテのごとく！』（英題：Hayate the combat butler）は、畑健二郎による日本の漫画およびそのメディアミックス作品。2004年45号から2017年20号まで『週刊少年サンデー』（小学館）にて連載された。単行本は全52巻。
2014年48号で連載10周年を迎え、表紙と巻頭カラーを飾った。また、2015年32号で連載500回を突破し、表紙と巻頭カラーを飾った。コミックス累計発行部数は2100万部を突破している。

## 概要
ひょんなことから執事になった薄幸の少年を主人公にしたブラック・コメディ寄りのギャグ漫画。主人公の職業から「執事コメディー」「執事ギャグ漫画」などと称されることが多い。学園物の要素も多く混ざっているが、これは当初「執事漫画」が読者に受け入れられるか不明であり、読者への反応を良くするために行われた設定である。また主人公・ハヤテとメインヒロイン・ナギの関係を中心にしたラブコメの要素も多い。連載後期はバトルアクション路線が強くなり、初期の連載ではそれほど多くはなかったお色気・パンチラ描写も最近は増えている。
作者はそれまで1回も休載したことがなかったが、2012年、2012年5・6合併号を最後に、長期休載を行った。これについて作者は、「多少、連載を休んででも、やらなくてはならない仕事がありその準備期間として休載することを決めた。」と述べている。この「やらなくてはならない仕事」はのちに、アニメ第3作『ハヤテのごとく！CAN'T TAKE MY EYES OFF YOU 』のオリジナルストーリー原案となるネームの執筆が主であったことが単行本第34巻のカバー裏書き下ろし漫画の中で明らかにされた。唯一サンデーホームページで連載開始時から2012年10月17日分のVol.404まで毎週休まずバックステージを更新していた。その後の2013年以降は更新ペースを落として更新している。Vol.1 - Vol.199はイラスト+日記の『WEB日記』を、Vol.200からvol.258まで『WEB漫画』を掲載していた。その後はイラスト+日記に戻っている。週刊少年サンデー2017年15号にて「ラストまであと6回」と書かれ、同年20号で完結した。
2007年度（第53回）小学館漫画賞少年向け部門最終候補作品となった（ほかは『魔人探偵脳噛ネウロ』、受賞作『ダイヤのA』）。
2021年10月27日発売の『週刊少年サンデー』48号にて、久米田康治が『シブヤニアファミリー』の連載を開始し、それに合わせて本作の新作エピソードが描きおろされている。

## あらすじ
主人公である少年・綾崎ハヤテは平凡な公立高校に通う普通の高校1年生であったが、両親が博打や酒が大好きなダメ人間で生活費と学費を稼ぐためアルバイト漬けの毎日を送っていた。しかし作中時間の2004年、ハヤテ・高1の年のクリスマスイブ、両親が1通の置き手紙と1通の借用書を残して失踪。手紙には、両親が博打で作った1億5680万4000円の借金があること、そしてその返済のためハヤテを借金取りである鬼武者ノ小路系ヤクザに売り飛ばしたことが書かれており、ハヤテは愕然とする。
ハヤテは彼を「引き取り」に来たヤクザから命辛々逃げ出すものの、所持金12円で冬の街で路頭に迷うことに。そして行き着いた先の公園で、自動販売機の前にひとりでいた少女を偶然見つけ、ハヤテは1億5000万円の身代金を要求する営利誘拐を目論む。しかし、ハヤテが少女に対して誘拐犯の科白として言った言葉が「僕はキミが欲しい」「一目見た瞬間からキミをさらうと決めていた」という非常に微妙な言い回しであったため、少女はこれを愛の告白と勘違い。さらにハヤテがその場を離れた隙に別の誘拐犯たちが現れて攫ってしまったところを、ハヤテが少女を劇的に救い出してしまったため、少女はハヤテに惚れてしまう。実はその少女は、大富豪である三千院家の令嬢、三千院ナギであった。ナギはハヤテを執事として雇うことを決め、ヤクザに約1億5000万の借金を現金一括で立て替え払いしてしまう。こうしてハヤテは借金執事として働くことになり、ナギの専属メイドであるマリア、ハヤテに片想いしている普通の少女・西沢歩と、ナギが在籍する白皇学院の生徒会長・桂ヒナギク、かつてハヤテと永遠を誓った謎の少女・天王州アテネなど多くの人物とドタバタを繰り広げる。
やがてハヤテは三千院家に伝わる9つの王玉そして「王族の庭城」をめぐっての争いにも巻き込まれていくことになる。ナギはハヤテを救うために自身の王玉を破壊し、三千院家の相続権を失う。屋敷も追われた彼女はハヤテ・マリアと共に亡き母の遺した小アパート「ムラサキノヤカタ」に移る。この「執事付きアパート」に春風千桜、ヒナギク、アテネ（アリス）、西沢歩、その他友人や新たな入居者らが加わり、新しい生活が始まった。ナギは、将来の夢である漫画家を職業として強く意識し始め、漫画家の足橋剛治やライバルである水蓮寺ルカ達と出会い、コミケにおける同人誌販売対決に向け成長を遂げていく。ルカとの対決を終えたナギは、三千院家に戻ることを決意。身内である帝から王玉を盗むという荒技により三千院家の後継者の資格を取り戻す。

## 登場人物
以下の人物は個別項目を参照。
- 綾崎ハヤテ
- 三千院ナギ（彼女の書いた漫画の登場人物も記載）
- マリア
- 桂ヒナギク
- 西沢歩 - 作中では主に「西沢さん」の呼称が用いられるが、本項では以下「歩」と表記する。
- 愛沢咲夜
- 鷺ノ宮伊澄
- 橘ワタル
- 貴嶋サキ
- 桂雪路
- 瀬川泉
- 花菱美希
- 朝風理沙
- タマ
- 牧村志織（彼女が製作したロボットも記載）

## 舞台
実際の現代の東京23区西部を舞台としており、実際の地名等も出るものの、三千院家をはじめとして現実では考えられないような広大な敷地や豪華な屋敷を構える大富豪がいくつも存在しており、こういった「大富豪」およびその令息・令嬢たちが暮らす現実離れした世界を舞台としている。
実際に登場する地名は、練馬・新宿・中野・杉並の4区が中心。

### 三千院家
三千院家別宅（練馬区）
ナギ達が住む洋風の屋敷。屋根の色は赤（ショートアニメ版では緑）。主人であるナギが使用人嫌いであるため、執事であるハヤテとクラウス、メイドのマリアの3人以外の使用人と顔をあわせなくても済むよう造られている。部屋の数は膨大で、シャンデリアのある玄関ホール、社交会が開けるほどの広いホール、本で埋め尽くされた書斎、ナギの寝室、厨房、さらにクラウス、マリア、ハヤテそれぞれに専用の部屋があり、他にゲーム部屋だけで数部屋使われている。
敷地が練馬区の65%を占めるともいわれ、敷地内に周囲2kmの湖や「ナギナギランド」なる遊園地があるなど都内ではまずありえない大豪邸ではあるが、「三千院家の中では特に小さい」という。住所は「東京都練馬東全部」。入り口の門からの最寄駅は、西武新宿線の都立家政。至る所に監視カメラが設置され、警備ロボットの警備8801や黒服のSPが多数配備されている。動物で構成された三千院SPアニマル部隊も存在する。
三千院家別宅（下田）
伊豆・下田にある三千院家の別宅。ナギの住む屋敷とそっくりであるが、外はオーシャンビュー。すぐ近くにはナギの母・紫子とナギの父が共に眠る丘がある。
三千院家別宅（ミコノス島）
エーゲ海に浮かぶミコノス島に建つ邸宅。間取りは左右対称になっているらしい。ナギが幼い頃に暮らした家であり、ナギにとっては実家とも言える場所。広大な宝物庫が存在し、その地下には迷宮さながらに入り組んだ遺跡が在った（現在は永き年月の経過に圧されたためか、崩落してしまっている）。遺跡では王族の庭城を描いた壁画やフリギア語の碑文等が確認されている。
三千院家本宅
三千院家当主である帝（みかど）が居住する邸宅。広大な森に囲まれており、また屋敷の外観は中世ヨーロッパの城そのもので、ナギの屋敷以上に現実離れしている。大人数のメイドと執事が働いている。「別宅」と「本宅」の間の移動はヘリコプターで行う。
ムラサキノヤカタ
元は紫子が知人から譲ってもらったアパートで、幼年期の紫子とクラウスのやり取りの言葉のあやで30年前（1975年頃）にクラウスが保有することになった。以来クラウスとしては居住・再開発のいずれもするわけにいかない、と空き家となっていたが、別宅を出て行くことになったナギの新居として返還の意を込めて提供を受けている。当時の紫子が、居着いた野良猫に、現地にタワーマンションを建ててクラウスと結婚して同居した暁にはそこで一緒に暮らすことを約束したため、空き家になってもその猫たちの手で建物の維持管理がされていた。建物の現状価値についてマリアは、改築してタワーマンションにでもすれば売りになるかも、との感想を漏らしている。
現在は三千院家に住めなくなったナギとナギについてきたハヤテ・マリア・タマ、ハヤテについてきた神父が住み着いているほか、「ゆかりちゃんハウス」等と言う通称で執事付アパートとしても貸し出されており、アリス（天王州アテネ）、ヒナギク、ルカ、歩、千桜、カユラが居住している他、アニメ第3期ではツグミ・ルリが居住している。第4期では原作では居住していたルカが既に退去している他、原作ではまだ歩が入居していないエピソードにも、歩が追加されている。
庭にはマリアが三千院家別宅（練馬区）の庭から土を移植し開墾した畑、通称「マリア菜園」があるが、トウモロコシは植えた翌日に種をほぼ全てハトに食われたり、ルカの自転車の練習でコントロールを失ったルカに自転車で荒らされるなど、あまりまともに扱われていない。
元々は王族の庭城から持ち出された王族の力が封印されていたが、姫神が紫子の持っていた王玉で王族の力を使ったことで、力は王族の庭城に戻った。その影響でパワースポットとなっている。

### 白皇学院
日本有数の私立名門校。大富豪の子女や天才たちが集まる超エリート学校として有名。広大な敷地を持ち、住所は「東京都杉並区ほぼ全部」。現理事長は天王州アテネ。実質的に運営しているのは5人の理事の一人の葛葉キリカが理事長代理として行なっており、三千院帝も5人の理事の一人である。生徒数は約1000人。
教育システム
初等部から高等部までのエスカレーター式一貫教育で、飛び級、編入、学費免除の特待生制度などの奨学制度が豊富にある。さらにエリート校であるが故に学習内容はとてつもなく高度で、高等部では期末試験の問題文自体が外国語という難問が出題される。生徒には白皇学院の成績、評判、進学率を高める使命があり、試験で悪い成績をとると厳しい処分が下る。偏差値は65以上だが、高等部から白皇学院に入った生徒が賢いのに対して、小学校から白皇学院に通っている内部生の生徒は落第しそうなほど頭が悪い。飛び級の枠は3人。
1年に1回、その年の最優秀生徒へは校章入りの銀時計が授与される（校章は翼を広げた鳥とオリーブを併せた図案）。学院の飛び級タイトルホルダーは、10歳で入学し13歳で卒業したマリアである（前述の銀時計を3つも持っている）。
校風
校則で女子はセーラー服、男子はスーツ&ネクタイの制服着用となっているが必ずしも義務ではないようで、ハヤテを含む執事は執事服で、伊澄は和服で通学している。生徒のアルバイトも認められている（そもそもハヤテ達本職の執事が通学している）。
生徒指導が厳しいかのような描写は特になく、むしろ教師陣も自由に振舞っている印象が強い。白皇の教師に採用される大きな要素は『生徒と問題を起こさないこと』であるという。
校地
敷地は初めてならばほぼ確実に迷うほど広く、そのため、構内移動用の路面電車が敷設されている。が作中では、使用されていない。校舎はベルサイユ宮殿を思わせる荘厳な造りで、ハヤテらの教室がある西館の他、購買や屋外カフェテリア、各部活動用の施設、幽霊が出るという噂の旧校舎、コロシアム、採石場など多数の建物や設備がある。また、豊かな森林が生い茂っていて、崖や吊り橋もある。学園を見渡すことが出来る時計塔の最上階には生徒会室がある。
宿直室には雪路が住み込んでいる。また、黒服のSPらしき人物が警備を行っている。
生徒会
現生徒会長はヒナギク。副会長は愛歌、書記は千桜。他役員に泉・美希・理沙などがいる。歴代の生徒会長でも1年生で生徒会長になっているのは、マリアとヒナギクだけである。将来、文が生徒会長になるという設定がある。学校運営についてかなりの仕事が任されるため仕事の量は多い。
学院の中央にそびえ立つ時計塔は、正式には白皇学院・時計塔「ガーデン・ゲート」という。「近隣」一帯で最も高い建物であり、霊の強力なパワースポットでもある。時計の真下の部分に「天球の間」という生徒会室があり、エレベーターで昇る。その景色は絶景で、超高層ビル群が一望できる。「生徒会のメンバーしか入ってはいけない」というルールがあるが、千桜曰く「あくまで無闇に塔の中に生徒が入らないようにというだけの規則」であるらしく、生徒会のメンバーの許可があれば普通に入ることができる。
部活動
剣道部
ヒナギク、東宮が所属している部活。現部長はヒナギク。ナギは一度見学に来たことがあるが、それだけで剣道部に籍が残っている。ヒナギク曰く、元々人気のない部活とのこと。
動画研究部
動画を観て楽しむだけの部活。生徒会3人娘が所属している。略称はYouTobe（ユートーベ）。部長はワタルであったが、彼の退学後は不明。ナギとハヤテも参加している。楽しむ動画を撮影することはあっても、映画を作るのではなくあくまで動画を楽しむ部。初代部長は牧村で、元は可愛い女の子（主にマリア）の動画を撮ることを目的としていた。部室は小説版第1弾でナギに擬態した妖怪との戦場になり、ハヤテが発射したパンツァーファウストの爆発により全焼した。

五つの伝統行事
非常に危険なため長い間封印されてきた。優勝すると賞金が出るものもあり、五つの伝統行事の賞金総額は1億5000万円。「マラソン自由型」「ヒナ祭り祭り」「大演舞会」「修学旅行レベル5」が確認されている。
マラソン大会
2004年度は2月1日に開催。自由参加で5つのコースから自由に選択できる。最短は500m。2004年度は特別に「白皇学院五つの伝統行事」に数えられる第6コース「マラソン自由型」が理事長の意向により復活した。
マラソン自由型
優勝はおろかゴールすることさえ難しいという過酷な競技。参加は自由。優勝賞金は500万円。自由（フリーダム）の名の下に、ゴールに辿り着くためなら手段を問わない。1人が遭難しても1人が助けを呼びに行けるように2人1組での参加だが、揃ってゴールする必要はない。
コースは白皇学院敷地を1周で、随所に罠が仕掛けてある。5つのチェックポイントさえ通ればコースは自由。第1チェックポイント以降はバラの花を胸に付けて走り、そのバラが散ったら負けになる。『チェックポイントさえ通過すればメインコース以外の道を使用しても良いですが、安全は保障しかねますので、個人の責任でお願いします。』『マラソンコースの途中にある施設を破損、または破壊した場合、損害賠償を請求します。』という注意事項がある。
2004年度の優勝は雪路・京ノ介組、準優勝はナギ・ハヤテ組だった。

ヒナ祭り祭り
毎年3月3日に行われる。雛祭りをさらに祭る物で、縁日が大規模に催される。バレンタインの逆で、男が女を誘って一緒に踊って思い出を作る。ワタル曰く、期末試験で赤点（=35点以下）を取って退学になる人の最後の思い出作り。2004年度はヒナギクの誕生日パーティーも盛大に併催された。
大演舞会
『ハヤテのごとく！ ボクがロミオでロミオがボクで』においてヒナギクが開催を宣言した行事で、数年に1回行われる。各クラスごとに希望する劇を決め、伝統のくじで選ぶ。また、生徒会長が投げた花束を掴んだ生徒には、伝統により配役の決定権が与えられる。
修学旅行レベル5
白皇学園理事の金庭理事の提案により実施。生徒は五つのレベルに分かれて修学旅行をする。2005年度はレベル1：タヒチ・ボラボラ島4泊5日（追加金：300万円）、レベル2：ヨーロッパ周遊の旅5泊6日（追加金：100万円）、レベル3：京都・沖縄4泊5日（追加金：なし）、レベル4：千葉県・工場見学7泊8日（実働15時間：積立金返還）、レベル5：ニュージーランド9泊10日（積立金返還・賞金1億5,000万円）となっている。なお、レベル5は全員参加型サバイバルゲームとなっている。
2005年度で優勝したハヤテは賞金の1億5000万円をナギへの借金返済に充てた。
大バブルクリスマスパーティー
マリアがいなくなりふさぎ込んでいるナギを元気にするために、理沙が開催を提案した、白皇学院最期の伝統行事。伝統行事の中で最も恐ろしく、その名の通りバブル期の日本のようにお金を使って朝までパーティーをするというもの。使う金額がハンパではなく、かつてはネズミの国からエレクトリカルパレードを呼びよせたこともあるという。

その他の行事
高尾山ハイキング
白皇学院のオリエンテーション。学年が進んでクラス替えがされるときに、新しいクラスの親睦を深めるために行われる。2005年度は4月10日に開催。翌日は安息日として休みになる（体力のない生徒が多く、大半が筋肉痛で使い物にならないため）。

### 同級生の家
レンタルビデオタチバナ新宿本店（コミックVタチバナ秋葉原店）
ワタルが店主を務めるビデオレンタルショップ。かつての有力企業・橘グループの中において、不況で壊滅状態にあるグループの最後の砦。ビル街の中に立地する2階建ての店舗兼住宅で、1階がレンタルビデオ店、2階がワタルとサキの住居。住居部分にはサキ手製のグッズがあふれている。主にレジにはワタルがついており、商品陳列はサキが行う。棚には、一般用と市場で流通していないレア物ビデオ「ワタル専用（ワタルが自分で録画、収集した物で通常のレンタル対象にはなっていない）」から18禁ものまでコアな品揃えが並んでいる。ハヤテやナギ、西沢姉弟、ワタル目当てのシスターなどが常連。この店にはハヤテの父が借金（延滞金や紛失料）をしており、とりあえずはハヤテが分割で肩代わりしている。また、ワタルの台詞から察するにナギがレンタルしたなかには天元突破グレンラガンなどがあるらしい。（アニメではワタルが天元突破のとっまで言いかけたところでさおやのアナウンスが入り邪魔された。）業績が伸び悩み、ワタルの一念発起により同人誌・ゲームショップに業務変更。店舗も新宿から秋葉原に移転した。新宿の旧店舗はワタル・サキの住居として引き続き使われている。
ほかに、鷺ノ宮家、愛沢家、瀬川家などの豪邸や理沙の実家である朝風神社などが登場する。

### その他の場所
負け犬公園 / 負犬公園
ハヤテがナギと初めて出会った場所であり、マリアや伊澄と初めて出会った場所でもある。どこにでもありそうな普通の小さい公園。作中では「負け犬公園」と「負犬公園」の2パターンの表記があるが、「負け犬公園」と表記されることが多い。
銀杏商店街（ぎんなんしょうてんがい）
普通の人々が行きかう普通の商店街だが、何故か高さ100mを超える大観覧車「銀杏大観覧車」があり、シンボルとなっている。毎年4月に「春のシルバーフェスティバル」が催され、福引きやヒーローショー「いたわり戦隊シルバーシート」などが行われる。
喫茶どんぐり
銀杏商店街にある喫茶店。マスターは加賀北斗。ヒナギク・ハヤテ・ナギ・歩のバイト先。時給は700円とのこと。経営は常に赤字で北斗曰く『午前中は殆どヒマな客しかこない』、ナギやヒナギク曰くいつ潰れてもおかしくない店。
王族の庭城（ロイヤル・ガーデン）
幼年期のハヤテが迷い込んだ広大な城。幼いアテネが独りで住んでいた。第17巻にて物語に本格的に絡み始めた場所だが、城自体は第1巻第1話の扉絵にも登場している。また、第6巻第6話の扉絵にもそれらしきものが登場する。「王族」が何を指しているのかは不明。「キング・ミダス」なる人物（？）が永く棲み続けていた。
「神さまが棲むという城」、「天照の箱庭」など様々な異称を持ち、「世界の中心」であると同時に「滅びることの無い花が咲き、消えることの無い炎が灯る場所」とされている。365本の柱の建つアブラクサスの森を抜けた、カルワリオの丘の上に建つという。幾つかの条件を満たさない限り、この場所に出入り出来ないことがアテネによって仄めかされている（後述)。
「全てを見下ろす」という「神さまの目」である「天球の鏡」のほか、アブラクサス（17巻96頁1コマ目）やアヌビスなどを模した無数の像やステンドグラス、大広間の床一面に描かれた魔法陣、「王の剣」である「白桜」とそれを頂く巨大な鳥の像、未だその中身が明らかにされていない巨大な棺である「死が籠められた箱」、「遅れた時を刻む大時計」といった種々の摩訶不思議な存在を内包しており、人外の雰囲気を漂わせている。どうやら、城の存在する空間の内と外とでは、時の流れに大きな歪みが生じているらしい（ハヤテとアテネが暮らした王族の庭城における2ヶ月程の体感時間は、外界では1週間にも満たなかった）。
この城の入り口を開くには三千院家の秘宝の一つである王玉を持った者が負の感情を爆発させる、つまり「この世界にいたくない」と思うことで開かれる。開かれた状態なら王玉を持っていれば入ることは可能。、また「神さまの怒りを買った」人間は王玉に触れる事さえ出来なくなってしまうため、外界からの助け手が来ない限りは自分の意思で出て行く事も叶わないという。
三千院家のミコノス島別宅に存在した地下迷宮には、庭城建造の仔細が壁画を交えてフリギア語で記されており、帝がそれらについての研究を進めていたようだが（第20巻扉絵より）、現在は崩落してしまっている。
10年程前にハヤテとアテネが決別するまでは「アブラクサスの森」が白皇学院敷地内の森に繋がっていたようだが、丁度その頃に庭城では何らかの大きな異変が生じたらしく、「消えることの無い」筈の数多の灯火は完全に光を失い、「白桜」はイクサの手によって抜き取られ（その後アテネの手に渡る）、加えて「死が籠められた箱」は最早原形を留めないまでに無残に砕け散ってしまっており、既に「箱」としての機能を果たしていない（第21巻扉絵より）。以来、「城への入り口は閉ざされたまま」との事（第18巻アテネの言葉より）で、これらの事々の詳細・背景は今の所「白桜」の以外は全く不明である。
元々はキング・ミダスが「王族の力」というものを自分のものにするために作った封印であり、王族の力を外に持ち出しても使えば自動的に戻るようになっている。ただし、その中心にあった白桜が失われたことで、瀕死の状態であり、2005年8月下旬の時点であと4ヶ月しかもたない状態となっている。
作者によれば「ロイヤル・ガーデン」の名は、当初「ハヤテのごとく！」と並ぶ作品名候補にもなっていたという。
虹の里（山小屋）
伊澄曰く「鷺ノ宮家発祥の地」。だが、何の変哲もない山小屋。結局、本物の虹の里が見つかって、山小屋が虹の里ではないことが判明する。後に歩が「ダーク・虹の里」という別名を命名した。ナギがルカとの同人誌対決の際に山篭りを行った。
虹の里
八王子にある温泉保養施設。鷺ノ宮家発祥の地かは結局不明ではあるが、鷺ノ宮家の関連会社の経営している施設である模様。
都立潮見高校
綾崎ハヤテがかつて通っていた高校で、西沢歩が現在通っている高校。特徴のない普通の公立校。

## その他の設定
財力
財閥の三千院家が飛び抜けており、それ以降は鷺ノ宮家、愛沢家、大河内家、東宮家、瀬川・花菱・朝風家、桂家、橘家、シスター・ソニア、牧村の順に多く、雪路はマイナス、最下位は両親から1億5000万円の借金を背負わされたハヤテ（後に修学旅行のサバイバルレースで優勝し賞金の1億5000万円を返済）。また、天王州家も財力で三千院家に匹敵するという。なお、生徒会メンバーでは霞家が一番の金持ちである。
作中における「執事」
作中の「執事」は「戦闘執事（コンバットバトラー）」、「超人」と同義であるとされ、「飛ぶ能力」が備わっていたり「超必殺技」を持っていたりする。また、ハヤテ曰く執事には「神出鬼没」のライセンスがデフォルトで備わっている。
ハヤテは「執事」として雇われはしたものの、作中では従僕や下級使用人としての仕事が多い（執事の仕事についてはバトラーを参照）。
アニメ第1期ではヒナギクや学館組の柏木が臨時執事となって他家の執事を次々と破っており、執事の超人ぶりは多少薄れている。
作中の日付
物語は2004年12月24日の夜（クリスマスイブ）から始まっている。作者はMicrosoft Excelを用いて綿密な物語のスケジュールを管理しているが、2004年〜2005年には存在しないアニメ、漫画、ゲーム等のタイトルが作中に使われたりと現実世界との時代考証は無視している（たまに不自然すぎる時事ネタギャグに「今は2005年です」などのツッコミが入ることもある）。しかし、ミスも確認されている。

## アイテム
王玉（おうぎょく）
かつて紫子が、ミコノス島の宝物庫でかくれんぼをしていた時に見つけた、三千院家の伝説の秘宝。昔々の王様が星の力を集めて作ったとされ、『願いの石』『祈りの石』『絆の石』など、様々な呼び方がある。光を失っていない王玉は、人の負の感情を爆発を利用することで王族の庭城への道を開く。一度王族の力を使ったものは、二度と石の光に触れることができなくなるが、万が一触れた場合は力を使った直後まで記憶と年齢が封印されるという呪いがある。宝物庫で発見されたのは9個存在し、それぞれに王族の庭城の魔法陣と同じ紋章が刻まれているが、魔法陣の紋章は12なのでハヤテは王玉が12個あるのではないかと考えている。
実は見つけた三千院紫子、鷺ノ宮初穂、橘美琴の3人が1つずつ隠し持っており、最初から12個すべて揃っていた。その後、紫子の持っていた石はムラサキノヤカタに封印されていた王族の力を姫神が使った際に光を失う。初穂の持っていた石は紫子の手に渡り、紫子が王族の力を庭城から持ち出すのに使われ、後に何らかの目的で紫子が王族の力を使ったことで光を失う。美琴が持っていた石は後にワタルに渡される。
帝が手に入れた9つの石のうち、1つはハヤテの手に渡り、その後イクサが所持していたが、伊澄によって破壊される。1つはアテネの感情を元に庭城への入り口を開くことに成功し、王族の力を使ったことで光を失い、後に指輪の装飾品となる。この時、帝も残り7つの石と共に城に入ろうとしたが、キング・ミダスによって妨害され、石に呪いをかけられる。この呪いは持ち主を不幸にする性質があり、光も失われ、伊澄のような千年に一人の天才でなければ解くことはできないというものだったが、ハヤテがキング・ミダスを倒したことで、呪いは解けている。
呪いをかけられた7つの石のうち、3つは金庭を含む呪いを解けそうな者に渡されたが、呪いが解けた後も返してもらえていない。1つは帝が自力で呪いを解こうとして失敗して壊れている。1つはハヤテに渡され、ナギの遺産相続条件とされたが、ナギ自らの手によって破壊される。1つは愛歌を通してアテネに渡されたが、アテネがマキナに渡しどこかに隠した。1つは帝が三千院家本宅の地下に隠していたが、ハヤテによって持ち出され、伊澄によって破壊される。
つまり現時点で残っている王玉は5つで、判明している所有者はワタル、マキナ、金庭。
木刀・正宗（ぼくとう・まさむね）
名刀匠・正宗の遺した木刀。鷺ノ宮家の家宝だが、ヒナギクに懐いてしまい彼女のメインウェポンになっている。

白桜（しろざくら）
王族の庭城に存在した「王の剣」であり、ヒナギクの新たな持ち武器。

黒椿
アニメ第3期のキーアイテムとなる三千院家の家宝とされている懐中時計。
原作17巻第9話においてアテネがその存在を明かしており、それを聞かされていたハヤテは黒椿を剣だと思っていた。実は同一の存在で、変形し刃が飛び出るカラクリが施された白桜に匹敵するとされる剣。
持つ者の幸運を吹き飛ばして不幸を呼ぶも、不運を乗り越え、二つの針が8の数字で重なった時、全てが手に入るという言い伝えがあり、これまで多くの者がその時計を手にした瞬間に様々な不幸が訪れた末に謎の死を遂げてきた。
その正体はある王が永遠を生きるために作った、刺した者の肉体からの魂を抜き取り、次に刺した者と魂を入れ替える魔剣。老いた肉体から若い肉体に魂を移すことで王は長い時を生きていたが、何らかの要因で王の魂が入った黒椿がドリーの手から失われ、めぐりめぐって三千院家の家宝となった。13年前の事故の際に、ナギの父、シン・ハイエックが誤って自分に刺してしまい、王の魂は死にかけのシンの体に入り死亡。その後、強盗がハヤテに刺したことでシンとハヤテの魂が入れ替わった。
その後、時計内にいたハヤテの前に現れたタヌキからの話で二つの針が8の数字と重なったときというのが中に閉じ込められた魂がステージ上で（女装して）歌った際に起こる事と判明、最終的にシンが王の魂が消滅したことの証明として自らに黒椿を刺したことでハヤテの魂が元に戻りその後、ナギを守るためにシンが（女装して）歌った事で中にあった魂が消滅し全く動かなくなった。
アニメ4期には擬人化した姿で登場。その正体はシンだった。
原作43巻で帝邸の金庫に侵入した際に王玉と同様、保管されていた。

## 備考
本作が誕生したきっかけは、当時の担当編集者が作者の畑に対して何気なく振った、執事というのはどうかという一言であったという。畑はその際には困惑するも、その一言をきっかけに作品の枠組みを膨らませたという。
本作では、他のアニメやゲームなどのサブカルチャー的作品を、容易に推測できる伏字などで取り上げる内輪受的なギャグ手法がよく用いられる（「ガン○ム」など）。1話完結を基本とするが例外も少なくない。「数日後…」などといった描写を一切使用せず、物語内での時間経過が明確なのも特徴。理由は、「ロボも魔法もなんでもありの漫画なので漫画内の時間軸だけはしっかりしようというコンセプト」からである。
2006年46号で連載100話を達成したため、第1巻のナギのプロフィールでの公約通り、ナギの漫画『世紀末伝説マジカル☆デストロイ』がこの号に掲載された。作者自身は1週分の丸々16頁の全部にする予定だったが、「100話を越したら」という言い方だったと指摘されたことなどから、計6頁に縮小された。また2007年6月に発売された『ハヤテのごとく！ 公式ガイドブック』には同作がアニメ化された設定で掲載されている。
畑の師匠である久米田康治の『かってに改蔵』の連載終了で抜けた『週刊少年サンデー』で連載されたため、久米田によくネタにされる。本編でストレートにSEGAネタを出しているが、畑が兄（ソニックチームのディレクター）を通して正式に許可を取っているため、版権問題は発生していない。
2007年2・3合併号に掲載された第108話（第11巻第1話）は、『週刊少年サンデー』の誌上企画のタイアップとして作成された。この誌上企画は『誌面の漫画のうち数作品に隠れている、サンタ衣装の江戸川コナンを探す』というものであった。そのため、「それは先日30周年を迎えたあのこち…」とハヤテにツッコませ、この誌上企画そもそもが『週刊少年ジャンプ』2006年42号の「両さんを探せ！」の二番煎じ企画であるかのような自虐的ネタを匂わせていた。また、同話ではこのネタを意識して、両さん（両津勘吉）を「30th」の文字ともに登場させている。同年、第25回次世代ワールドホビーフェアにて、描き下ろしの4枚組テレホンカードやクリアポスターが発売された。カードの台紙には4コマ漫画が描かれている。
上記ときメモファンドの因縁があったにもかかわらず、アニメではコナミがスポンサーとなり、ゲーム化も行っている（後述）。
2007年10月16日から10月28日の間、秋葉原の特定の店舗で本作の単行本・グッズを購入した者を対象とした人気投票「ハヤテのごとく！キャラクター人気投票 in 秋葉原」が開催された。2008年3月21日発売のドラマCD3に、投票結果で1位になったナギのキャラクターソングが収録された。
2008年4月17日から5月16日の間、日本橋の特定の店舗で本作の単行本・グッズを購入した者を対象とした人気投票「ハヤテのごとく！キャラクター人気投票 in 大阪・日本橋」が開催された。島本和彦の漫画『アオイホノオ』の第1巻に作中のコマが引用されている。

## 書誌情報

### 漫画
- 畑健二郎 『ハヤテのごとく！』 小学館〈少年サンデーコミックス〉、全52巻
  1. 2005年2月18日発売[19]、ISBN 4-09-127271-1
  2. 2005年6月16日発売[20]、ISBN 4-09-127272-X
  3. 2005年8月8日発売[21]、ISBN 4-09-127273-8
  4. 2005年11月18日発売[22]、ISBN 4-09-127274-6
  5. 2006年1月14日発売[23]、ISBN 4-09-120030-3
  6. 2006年3月17日発売[24]、ISBN 4-09-120128-8
  7. 2006年6月16日発売[25]、ISBN 4-09-120417-1
  8. 2006年9月15日発売[26]、ISBN 4-09-120580-1
  9. 2006年12月16日発売[27]、ISBN 4-09-120696-4
  10. 2007年2月16日発売[28]、ISBN 978-4-09-121007-4
  11. 2007年4月18日発売[29]、ISBN 978-4-09-121029-6
  12. 2007年7月18日発売[30]、ISBN 978-4-09-121157-6
    - 「初回限定版」、ISBN 978-4-09-159049-7

  13. 2007年10月18日発売[31]、ISBN 978-4-09-121197-2
  14. 2008年1月12日発売[32]、ISBN 978-4-09-121268-9
  15. 2008年4月18日発売[33]、ISBN 978-4-09-121338-9
  16. 2008年7月11日発売[34]、ISBN 978-4-09-121427-0
  17. 2008年10月17日発売[35]、ISBN 978-4-09-121479-9
  18. 2009年1月16日発売[36]、ISBN 978-4-09-121566-6
  19. 2009年4月17日発売[37]、ISBN 978-4-09-121895-7
  20. 2009年7月17日発売[38]、ISBN 978-4-09-121698-4
  21. 2009年10月17日発売[39]、ISBN 978-4-09-121779-0
  22. 2010年1月16日発売[40]、ISBN 978-4-09-122135-3
    - 「初回限定版」、ISBN 978-4-09-159071-8

  23. 2010年4月16日発売[41]、ISBN 978-4-09-122256-5
  24. 2010年4月16日発売[42]、ISBN 978-4-09-122257-2
    - 23巻&24巻サービスパック ISBN 978-4-09-159077-0

  25. 2010年8月18日発売[43]、ISBN 978-4-09-122512-2
  26. 2010年11月18日発売[44]、ISBN 978-4-09-122659-4
    - 「初回限定版」、ISBN 978-4-09-159083-1

  27. 2011年2月18日発売[45]、ISBN 978-4-09-122781-2
    - 「スクールカレンダー付限定版」、ISBN 978-4-09-159090-9

  28. 2011年5月17日発売[46]、ISBN 978-4-09-122870-3
    - 「劇場アニメ化記念限定版」、ISBN 978-4-09-941710-9

  29. 2011年8月13日発売[47]、ISBN 978-4-09-123215-1
    - 「他人の画集付き限定版」、ISBN 978-4-09-941703-1

  30. 2011年10月18日発売[48]、ISBN 978-4-09-123320-2
    - 「ドラマCD付き限定版」、ISBN 978-4-09-159105-0

  31. 2011年12月16日発売[49]、ISBN 978-4-09-123438-4
    - 「劇場版ハヤテのごとくHEAVEN IS A PLACE ON EARTH付き限定版」、ISBN 978-4-09-941728-4

  32. 2012年5月18日発売[50]、ISBN 978-4-09-123666-1
  33. 2012年9月18日発売[51]、ISBN 978-4-09-123798-9
  34. 2012年10月18日発売[52]、ISBN 978-4-09-123888-7
  35. 2013年1月18日発売[53]、ISBN 978-4-09-124030-9
    - 「コメンタリー付き第一話原案コンテ集」、ISBN 978-4-09-159140-1

  36. 2013年3月18日発売[54]、ISBN 978-4-09-124207-5
    - 「教養講座CD付き限定版」、ISBN 978-4-09-941811-3

  37. 2013年6月18日発売[55]、ISBN 978-4-09-124316-4
    - 「香る生写真つき！限定版」、ISBN 978-4-09-159154-8

  38. 2013年9月18日発売[56]、ISBN 978-4-09-124379-9
    - 「第二弾!!香る生写真つき！ 初回限定版!!」、ISBN 978-4-09-159163-0

  39. 2013年12月18日発売[57]、ISBN 978-4-09-124510-6
    - 「キャラ入りスケルトントランプ付き初回限定版」、ISBN 978-4-09-159175-3

  40. 2014年3月18日発売[58]、ISBN 978-4-09-124578-6
    - 「日めくりスクールカレンダー付き限定版」、ISBN 978-4-09-159188-3

  41. 2014年6月23日発売[59]、ISBN 978-4-09-124665-3
    - 「オリジナルアニメDVD付き限定版」、ISBN 978-4-09-941828-1

  42. 2014年9月18日発売[60]、ISBN 978-4-09-125104-6
    - 「オリジナルアニメDVD付き限定版」、ISBN 978-4-09-941830-4

  43. 2014年12月18日発売[61]、ISBN 978-4-09-125397-2
    - 「オリジナルアニメDVD付き限定版」、ISBN 978-4-09-941829-8

  44. 2015年3月18日発売[62]、ISBN 978-4-09-125677-5
    - 「スクールカレンダー付き限定版!!!!」、ISBN 978-4-09-159204-0

  45. 2015年6月18日発売[63]、ISBN 978-4-09-125850-2
    - 「三千院ナギの4コマ漫画練習帳付き限定版」、ISBN 978-4-09-159209-5

  46. 2015年9月18日発売[64]、ISBN 978-4-09-126230-1
    - 「見えちゃいけない所が見えちゃうカード付き限定版」、ISBN 978-4-09-159218-7

  47. 2016年2月18日発売[65]、ISBN 978-4-09-126498-5
    - 「特製ブックカバー付き限定版」、ISBN 978-4-09-941868-7

  48. 2016年5月18日発売[66]、ISBN 978-4-09-127136-5
    - 「見えちゃいけない所が見えちゃうカード付き限定版」、ISBN 978-4-09-159230-9

  49. 2016年10月18日発売[67]、ISBN 978-4-09-127406-9
    - 「『厳選！初だし！ 超レアイラスト集』付き限定版」、ISBN 978-4-09-159238-5

  50. 2017年2月17日発売[68]、ISBN 978-4-09-127502-8
    - 「『超貴重！初だしポストカードブック』付き限定版」、ISBN 978-4-09-159241-5

  51. 2017年6月16日発売[69]、ISBN 978-4-09-127571-4
    - 「SPブック『ハヤテ大反省会・上』付き限定版」、ISBN 978-4-09-159245-3

  52. 2017年6月16日発売[70]、ISBN 978-4-09-127619-3
    - 「SPブック『ハヤテ大反省会・下』付き限定版」、ISBN 978-4-09-159246-0
- 畑健二郎 『ハヤテのごとく！ 完全版』 小学館〈少年サンデーコミックス〉、既刊21巻（2025年6月18日現在）
  1. 2023年6月16日発売[71][72]、ISBN 978-4-09-852537-9
  2. 2023年6月16日発売[71][73]、ISBN 978-4-09-852663-5
  3. 2023年7月18日発売[74]、ISBN 978-4-09-852664-2
  4. 2023年7月18日発売[75]、ISBN 978-4-09-852802-8
  5. 2023年8月18日発売[76]、ISBN 978-4-09-852803-5
  6. 2023年8月18日発売[77]、ISBN 978-4-09-852804-2
  7. 2023年9月15日発売[78]、ISBN 978-4-09-852886-8
  8. 2023年11月17日発売[79]、ISBN 978-4-09-852887-5
  9. 2023年12月18日発売[80]、ISBN 978-4-09-852888-2
  10. 2024年1月18日発売[81]、ISBN 978-4-09-853071-7
  11. 2024年2月16日発売[82]、ISBN 978-4-09-853072-4
  12. 2024年3月18日発売[83]、ISBN 978-4-09-853288-9
  13. 2024年4月17日発売[84]、ISBN 978-4-09-853290-2
  14. 2024年6月18日発売[85]、ISBN 978-4-09-853396-1
  15. 2024年7月18日発売[86]、ISBN 978-4-09-853586-6
  16. 2024年8月17日発売[87]、ISBN 978-4-09-853630-6
  17. 2024年10月18日発売[88]、ISBN 978-4-09-853678-8
  18. 2024年11月18日発売[89]、ISBN 978-4-09-853769-3
  19. 2025年2月18日発売[90]、ISBN 978-4-09-854055-6
  20. 2025年4月18日発売[91]、ISBN 978-4-09-854094-5
  21. 2025年6月18日発売[92]、ISBN 978-4-09-854122-5

### その他
- 『少年サンデー公式ガイド ハヤテのごとく！』2007年6月18日発売、ISBN 978-4-09-121115-6
  - 原作の公式ガイドブック。
- ノベライズ　#小説を参照。
- 『ハヤテのごとく 公式BOX』2007年11月16日発売、ISBN 978-4-09-159056-5
  - 完全限定生産のアニメ版の公式ガイドブック。豪華付録として、ナギがいらなくなったという白皇学院校章のピンズ、ヒナギクのネーム入り白皇学院学校指定Tシャツ（体操着）、ハヤテに関するものが付属。
- 『ハヤテのごとく！ 使える？シールブック1』2007年12月27日発売、ISBN 978-4-09-179023-1
- 『ハヤテのごとく！ 使える？シールブック2』2007年12月27日発売、ISBN 978-4-09-179024-8
  - 上記2点は「まんが家バックステージ」で使用されたイラストなどのシール、イラスト入り付箋紙が入った冊子。

## 読切版『ハヤテの如く』
『ハヤテの如く』は、『週刊少年サンデー』2004年10号に掲載された、32Pの読切作品。
内容は連載版第1話と第2話のプロトタイプだが、連載版とは設定が微妙に違っていた。最大の違いは「ハヤテとナギの誤解の上に成り立つ恋愛関係」が無く、ナギはハヤテが自分を誘拐しようとしていた事を知りながら惹かれている。逆にハヤテはマリアに明確に好意を示しており、ナギを護るのもむしろマリアの手前といった描写がなされている。
27頁に、誘拐犯の『こちとら「ときメモファンド」の借金で首も回わらねぇんだ!!!』という台詞があり、コナミから抗議を受けた（同誌2004年13号に謝罪文を掲載）。この読切版は2007年6月に発売された公式ガイドに該当部分を修正する形で収録された。この件についての詳細は「畑健二郎」の項目を参照のこと。

## メディアミックス

### アニメ
2007年4月1日から2008年3月30日までテレビアニメ第1期が放送され、2009年4月から9月までテレビアニメ第2期『ハヤテのごとく!!』が放送された。
またオリジナルストーリーとして、2011年8月27日に映画『劇場版 ハヤテのごとく！ HEAVEN IS A PLACE ON EARTH』が公開され、2012年10月より12月までテレビアニメ『ハヤテのごとく！ CAN'T TAKE MY EYES OFF YOU』が放送された。
2013年4月よりテレビアニメ『ハヤテのごとく！ Cuties』が放送された。

### 小説
すべてガガガ文庫レーベル。
第1弾『ハヤテのごとく！ 春休みの白皇学院に、幻の三千院ナギを見た byハヤテ』
2007年5月24日発売、ISBN 978-4-09-451009-6
著 - 築地俊彦、原作・イラスト - 畑健二郎
本作の特徴
- バックステージVol.129に、この作品の制作秘話が掲載されている。
- 時期設定は下田旅行編が終わったあとの話である。
- 本編でやるべき重大なイベントを所々で書いてしまっていて、筆者・築地が後書きで反省をしており、また原作者の畑はパラレル扱いしている。
- しかし動画研究部部室が破壊されたことは正史扱いで、この作品で描かれた時間分は原作では空白となっている（第12巻第7話〜第9話では2005年3月14日になっているが、同巻第10話では同年3月26日になっている）。

第2弾『ハヤテのごとく！2 ナギが使い魔!? やっとけ☆世界征服』
2008年3月18日、ISBN 978-4-09-451056-0
著 - 築地俊彦、原作 - 畑健二郎、イラスト - 畑健二郎・兎塚エイジ・白身魚・むらたたいち
本作の特徴
- 時期設定は高尾山ハイキング編が終わったあとの話である。
- ナギの漫画『世紀末伝説 マジカル☆デストロイ』の作中世界が主な舞台となっている。
- 担当声優繋がりで『ゼロの使い魔』が元ネタになっている。
- すでに、絶版になっている

第3弾『ハヤテのごとく！3 めざせ情熱クリエーター！ 三千院ナギの流儀』
2008年11月18日、ISBN 978-4-09-451102-4
著 - 築地俊彦、原作 - 畑健二郎、イラスト - 畑健二郎・兎塚エイジ・狗神煌・博
本作の特徴
- 時期設定は第1弾の後の話である。
- 同人誌や出版社がネタとなっている。
- 作中の時期は不況とされて、ハヤテが資金繰りに苦戦する一方、出版社を買収してしまうナギの財力などが描かれている。

アンソロジー『ハヤテのごとく！SS 超アンソロジー大作戦!!』
2009年8月23日、ISBN 978-4-09-451102-4
原作 - 畑健二郎、構成 - 水城正太郎・柏野瑛（A-Team）
著 - 築地俊彦・新井輝・長野聖樹・七月隆文・水城正太郎
イラスト - 畑健二郎・美水かがみ・氷川へきる・あぼしまこ・YUG・あらきかなお・きぃら〜☆・とりしも・むらたたいち
作品の特徴
- 『ハヤテのごとく！』の主人公・綾崎ハヤテになった読者自身が自分で物語を展開するという壮大な冒険の書。
- 最初に4人の作家によって描いた物語のどれかを読むことになる。その後は大きな物語4編を中心に、ストーリー中登場する分岐点を読者が選択し、それによって与えられた指示や条件に従って各ページを読み進めていく（ゲームブック）。なお、選択により展開は異なるが、最終的には何かしらの結末を迎えることとなる。
- なお、本作でもパロディが豊富であり、作中でも書かれているとおり、伏字の意味がないものが多々ある。また、夢オチが多いことを劇中のナギが指摘している。

### ゲーム

#### カードゲーム
コナミデジタルエンタテインメントから本作のトレーディングカードゲームが発売されている。全てのカードがキャラクターカードとなっており、カードのイラストはほとんどがライトノベルの挿絵などを手がけている複数のイラストレーターによるもの。ルールや用語などは同社の代表的商品『遊☆戯☆王オフィシャルカードゲーム』と酷似している（アニメでもそれを交えたパロディーもある）。パックの絵は、第1弾から第4弾まではカードのイラストも描いているヤスが手がけていて、第5弾から第8弾まではカードのイラストも描いているこつえーが手がけていて、第9弾からはカードのイラストも書いているぽよよん♥ろっくが手がけている。また、ブシロードから発売されている『サンデーVSマガジンTCG』にも参戦している他、劇場用アニメをベースにして『プリズムコネクト』（ムービック×エンスカイ）に作品参加している。
第1弾『絶叫！海辺でサマーソルトキック!!』 - 2007年8月9日発売
テーマは「バトル」。エントリーボックスに畑健二郎描き下ろし「ナギ」カード、ブースター1ボックス購入特典に「ハヤテ」カードが同梱。
第2弾『湯けむり！あきらめきれない温泉卓球！』 - 2007年10月11日発売
テーマは「秋」。エントリーボックスに畑健二郎描き下ろし「マリア」カード、ブースター1ボックス購入特典に「ヒナギク」カードが同梱。
第3弾『アウト?セーフ?真冬のゲレンデ野球拳!!』 - 2007年12月20日発売
テーマは「冬！着替え!!チラリズム!?」。エントリーボックスに畑健二郎描き下ろし「ヒナギク」カード、ブースター1ボックス購入特典に「ナギ」カードが同梱。
第4弾『パジャマ！寝起きで百烈まくら投げ!!』 - 2008年3月13日発売
テーマは「春、寝起き、パジャマ」。エントリーボックスに畑健二郎描き下ろし「伊澄」カード、ブースター1ボックス購入特典に「ヒナギク」カードが同梱。
第5弾『初鰹！プールサイドでフィッシュオン!!』 - 2008年6月19日発売
テーマは「初夏」。エントリーボックスに畑健二郎描き下ろし「歩」カード、ブースター1ボックス購入特典に「マリア」カードが同梱。
第6弾『栗ごはん！紅葉をたずねてハンティング!!』 - 2008年9月18日発売
テーマは「初秋」。エントリーボックスに畑健二郎描き下ろし「ナギ」カード、ブースター1ボックス購入特典に「ナギ」カードが同梱。
第7弾『苺パフェ！ネコみみルックで初デート!!』 - 2008年12月11日発売
テーマは「冬」。エントリーボックスに畑健二郎描き下ろし「マリア」カード、ブースター1ボックス購入特典に「マリア」カードが同梱。
第8弾『桜もち！バニースーツでひざまくら!!』 - 2009年3月5日発売
テーマは「春」。エントリーボックスに畑健二郎描き下ろし「泉」カード、ブースター1ボックス購入特典に「ヒナギク」カードが同梱。
第9弾『夏のダイタン』 - 2009年6月11日発売
テーマは「夏」。エントリーボックスに畑健二郎描き下ろし「アテネ」カード、ブースター1ボックス購入特典に「ナギ」カードが同梱。
第10弾『秋のナイショ』 - 2009年9月17日発売
テーマは「秋」。エントリーボックスに畑健二郎描き下ろし「千桜」カード、ブースター（通常版）1ボックス購入特典に「ハヤテ」カード、ブースター（アニメイト・ゲーマーズ限定版）1ボックス購入特典に「ヒナギク」カードが同梱。
第11弾『冬のオネガイ』 - 2009年12月10日発売
テーマは「冬」。エントリーボックスに畑健二郎描き下ろし「アテネ」カード、ブースター（通常版）1ボックス購入特典に「ハヤテ」カード、ブースター（アニメイト・ゲーマーズ限定版）1ボックス購入特典に「ヒナギク」カードが同梱。
スペシャルブースター『世界の制服』 - 2008年8月7日
テーマは「制服」。ブースター（通常版）1ボックス購入特典に「ハヤテ」カードが同梱。
レジェンドブースター『プリンイエロー』/ レジェンドブースター『ピーチピンク』 - 2009年3月26日発売
現在では手に入りにくい「畑健二郎描き下ろしカード」や、「人気の高かった貴重なカード」を多数復刻。ピーチピンクはアニメイトとアニブロ限定商品。プリンイエローブースター1ボックス購入特典に「ナギ」カード、ピーチピンクブースター1ボックス購入特典に「ヒナギク」カード、ブースター（アニブロ版）1ボックス購入特典に「ハヤテ」カード、ブースター（アニメイト版）1ボックス購入特典に「ハヤテ」カードが同梱。
ナギたんデッキ『私の方を買えばいいのだ!!』/ ヒナたんデッキ『選んでくれたら嬉しいかな』 - 2009年8月20日
購入時より構築されているデッキセット。収録されているカードは新イラストでナギたんデッキ、ヒナたんデッキのそれぞれのデッキのカードは対になっている。
スペシャルレジェンドブースター『世界の水着』 - 2009年11月19日発売
テーマは「水着」。ブースター（通常版）1ボックス購入特典に「ハヤテ」カード、ブースター（アニメイト・ゲーマーズ限定版）1ボックス購入特典に「マリア」カードが同梱。
スペシャルレジェンドブースター2『世界の新学期』 - 2010年3月25日発売
テーマは「学校生活」。エントリーボックスに畑健二郎描き下ろし「ナギ」カード、ブースター（通常版）1ボックス購入特典に「ハヤテ」カード、ブースター（アニメイト・ゲーマーズ限定版）1ボックス購入特典に「ヒナギク」カードが同梱。
以下はカードゲームの遊び方について記載している。

#### コンピューターゲーム
いずれも発売はコナミデジタルエンタテインメント。詳細は各記事を参照。
第1弾
ハヤテのごとく! ボクがロミオでロミオがボクで（ニンテンドーDS）
第2弾
ハヤテのごとく! お嬢様プロデュース大作戦 ボク色にそまれっ!（ニンテンドーDS）
第3弾
ハヤテのごとく!! ナイトメアパラダイス（PlayStation Portable）

#### 携帯アプリゲーム
ハヤテのごとく！ぱずるだま
制作はコナミデジタルエンタテインメント。本作のキャラクターが登場する落ち物パズル『ぱずるだま』。
- コナミネットDXで配信
  - ハヤテのごとく！ぱずるだま 〜お屋敷編〜
  - ハヤテのごとく!!ぱずるだま 〜出会い編〜

- 本作公式モバイルサイトで配信
  - ハヤテのごとく！ぱずるだま 〜学校編〜 - 上記「お屋敷編」の別バージョン
  - ハヤテのごとく!!ぱずるだま 〜運命編〜 - 上記「出会い編」の別バージョン

ハヤテのごとく！カードバトラーズ
提供はネクソン。制作はネクストリー。本作を元にしたソーシャルカードゲーム。
- Mobageで配信
  - ハヤテのごとく！カードバトラーズ

- Mixiゲームで配信
  - ハヤテのごとく！カードバトラーズ

### 実写ドラマ
台湾のテレビ局GTV（八大電視）および制作会社・可米國際で『旋風管家』として、実写ドラマ化された。放送期間は2011年6月19日から同年9月11日まで、各回90分で全13回。ハヤテ役をジョージ・フー、ナギ役をパク・シネが演じる。2010年11月28日から12月10日まで長崎のハウステンボスでもロケが行われた。
時期は未定だが、台湾の他に韓国、香港、フィリピン、シンガポールなどでの放送が予定されている。
日本での表題は『ハヤテのごとく！ 〜美男＜イケメン＞執事がお守りします〜』。構成は各回60分で全20回の放送に変更されている。第1話のみはアニメ版の声優で吹き替えがなされている。日本国内では2011年9月4日からCSのDATVで、2012年4月6日から8月17日までBSジャパン“華流パラダイス☆ハヤテのごとく！　～美男執事がお守りします～”.  BSテレ東. 2020年5月14日閲覧。で、2012年4月から長崎国際テレビで平日16時から放送された。

#### 出演
- リン・チーサー（凌奇颯/綾崎ハヤテ）：ジョージ・フー
- シャオチー（小芷/三千院ナギ）：パク・シネ
- マリア：ティア・リー（中国語版）
- クイ・チュウチュイ（桂雛菊/桂ヒナギク）：エイジン・リー（中国語版）
- トァンムー・ツオウェイ（端木澤語/鷺之宮伊澄）：ウェス (zh)
- チュイ・シュェン（鞠宣/橘ワタル）：ショーン・シャオ（中国語版）
- シャシャ（莎莎/貴嶋サキ）：マー・スーリー（中国語版）
- クイ・シュエルー（桂雪鷺/桂雪路）：デビー・ヤン（中国語版）
- クラウス（柯老夫/倉臼征史郎）：チュウ・ダーガン（中国語版）
- チー・シン（季神/姫神茜）：ラッセル・タン（中国語版）

#### 日本語吹替版
- 第1話のみ

| 役名         | 吹替声優 |
| ------------ | -------- |
| 綾崎ハヤテ   | 白石涼子 |
| 三千院ナギ   | 釘宮理恵 |
| マリア       | 田中理恵 |
| 天王洲アテネ | 川澄綾子 |

#### サブタイトル
1. 誘拐と、愛の告白は紙一重
2. メイドとヘビの毒にはご用心
3. 借金完済!? 謎の男、現る！
4. “王玉”を壊して借金帳消し!?
5. ハヤテと伊澄のアブナイ関係!?
6. お嬢様は、漫画家志望!?
7. ハヤテ、ヒナギク運命の再会！
8. 不合格でも入学できる方法!?
9. 油断大敵！ モテキ注意報
10. 超☆禁断のマラソン自由形！
11. 気が付けば、恋の花咲く季節かな
12. 恋の展開は意外と…早い！
13. 突然の告白
14. お嬢様でもアルバイト?
15. 誘拐と誤解
16. 執事な彼氏！
17. マリア参戦!? 波瀾の三角関係
18. マリアのとんでもない復讐
19. 借金執事の切ない決断
20. お嬢様かしこまりました！

### YouTuber
2020年5月17日より、三千院ナギと神様が出演する、原作者が制作の畑健二郎公式YouTubeチャンネル『オルムズト・ナジャの小部屋』を開設した。『トニカクカワイイ』第11巻で初告知している。登録者100万人を突破し『ハヤテのごとく！』を自力で再アニメ化することを目標としており、声無しストック0で毎日動画投稿を目指している。

## 日本国外での展開
- アメリカ合衆国では、英語版の単行本が『Hayate the Combat Butler』のタイトルでVIZ Mediaから2006年11月より刊行。カバーのデザインは一新されている。16巻まで（2009年現在）刊行されている。
- また、香港の天下出版が小学館から正式に認可を受け中国語版を出版しており、単行本は『爆笑管家工作日誌』というタイトルで第23巻まで（2010年現在）刊行されている。
- 台湾の尖端出版が小学館から正式に認可を受け正體字中国語版を出版しており、単行本は『旋風管家』というタイトルで第26巻まで（2011年現在）刊行されている。
- シンガポールでは『疾風守護者』というタイトルで創藝出版社から刊行されている。
- 他にも韓国、ベトナム、スペイン、タイ等でも刊行されている[101]。